# Montifringilla
Montifringilla C.L.Brehm, 1828 è un genere di uccelli passeriformi della famiglia Passeridae.

## Tassonomia
Comprende le seguenti specie:
- Montifringilla nivalis (Linnaeus, 1766) - fringuello alpino
- Montifringilla henrici (Oustalet, 1892) - fringuello alpino del Tibet
- Montifringilla adamsi Adams, 1859 - fringuello alpino di Adams